# Anastasija Kirpitjnikova
Anastasija Kirpichnikova, född 24 juni 2000, är en ryskfödd fransk simmare.

## Karriär
Kirpitjnikova har tagit tre EM-guld då hon representerade Ryssland. Vid världsmästerskapen i kortbana år 2021 tog silver på 800 meter frisim. Vid OS 2024 representerade hon Frankrike och tog hon silver på 1 500 meter.